# Ant-Man i Osa
Ant-Man i Osa (oryg. Ant-Man and the Wasp) – amerykański fantastycznonaukowy film akcji z 2018 roku na podstawie komiksów o superbohaterach Ant-Man i Wasp wydawnictwa Marvel Comics. Za reżyserię filmu odpowiadał Peyton Reed na podstawie scenariusza Chrisa McKenny, Erika Sommersa, Paula Rudda, Andrew Barrera i Gabriela Ferrariego. Tytułowe role zagrali Paul Rudd i Evangeline Lilly, a obok nich w głównych rolach wystąpili: Michael Peña, Walton Goggins, Bobby Cannavale, Judy Greer, Tip „T.I.” Harris, David Dastmalchian, Hannah John-Kamen, Abby Ryder Fortson, Randall Park, Michelle Pfeiffer, Laurence Fishburne i Michael Douglas.
W filmie Scott Lang (Ant-Man) łączy siły z Hope Van Dyne (Osa) i wspólnie otrzymują nową misję od Hanka Pyma, podczas której odkrywają sekrety z przeszłości.
Ant-Man i Osa wchodzi w skład III Fazy Filmowego Uniwersum Marvela, jest to dwudziesty film należący do tej franczyzy i stanowi on część jej pierwszego rozdziału zatytułowanego Saga Nieskończoności. Jest on kontynuacją filmu Ant-Man z 2015 roku. Trzeci film, Ant-Man i Osa: Kwantomania, miał swoją premierę w 2023 roku.
Światowa premiera filmu miała miejsce 25 czerwca 2018 roku w Los Angeles. W Polsce zadebiutował on 3 sierpnia tego samego roku. Przy budżecie 162 milionów dolarów Ant-Man i Osa zarobił prawie 623 miliony dolarów. Otrzymał on również pozytywne oceny od krytyków.

## Streszczenie fabuły
Dwa lata po tym jak Scott Lang został umieszczony w areszcie domowym z powodu naruszenia Porozumień z Sokowii, Hankowi Pymowi i jego córce Hope Van Dyne na krótko udaje się otworzyć tunel do wymiaru kwantowego. Sądzą, że żona Pyma, Janet Van Dyne, została tam uwięziona po skurczeniu się do poziomów subatomowych w 1987 roku. Kiedy Lang wcześniej znalazł się wymiarze kwantowym, nieświadomie połączył się kwantowo z Janet i zaczął otrzymywać od niej wiadomości.
Kiedy zostaje zaledwie kilka dni do końca aresztu domowego, pomimo napiętych relacji związanych z działaniami Langa z Avengers, Lang kontaktuje się z Pymem w sprawie Janet. Hope i Pym porywają Langa z aresztu, pozostawiając w jego domu dużą mrówkę z założonym monitorem na kostkę jako zmyłkę, aby nie wzbudzać podejrzeń agenta FBI Jimmy’ego Woo. Wierząc, że wiadomość od Janet potwierdza, że żyje, Pym, Hope i Lang pracują nad zbudowaniem stabilnego tunelu kwantowego, by móc dostać się do wymiaru kwantowego i ją odnaleźć. Umawiają się Sonnym Burchem, sprzedawcą działającym na czarnym rynku, na zakup części potrzebnej do budowy, ale kiedy Burch zdaje sobie sprawę z potencjalnego zysku, jaki można osiągnąć z badań Pyma, oszukuje ich. Hope w stroju Osy walczy z Burchem i jego ludźmi, jednak zostaje zaatakowana przez kwantowo niestabilną zamaskowaną kobietę. Lang próbuje pomóc w walce z tym „duchem”, ale kobieta ucieka zabierając laboratorium Pyma, które zostało zmniejszone do rozmiarów walizki.
Pym razem z Hope i Langiem odwiedzają jego dawnego współpracownika, Billa Fostera, by pomógł im zlokalizować laboratorium. Duch łapie całą trójkę i ujawnia się jako Ava Starr. Jej ojciec, Elihas, kolejny z byłych współpracowników Pyma, zmarł wraz z żoną podczas eksperymentu, który spowodował niestabilny stan Avy. Foster ujawnia im, że Ava umiera i odczuwa ciągły ból spowodowany jej stanem i ich plan to wykorzystanie energii kwantowej Janet do jej wyleczenia. Wierząc, że to zabije Janet, Pym odmawia im pomocy i ucieka razem z Hope i Langiem zabierając swoje laboratorium.
Po otworzeniu stabilnej wersji tunelu, Pym, Hope i Lang są w stanie skontaktować się z Janet. Podaje im ona swoją dokładną lokalizację i ostrzega, że mają tylko dwie godziny, zanim niestabilna natura wymiaru rozdzieli ich na sto lat. Dzięki serum prawdy, Burch dowiaduje się o lokalizacji Pyma, Hope i Langa od współpracowników Langa: Luisa, Dave’a i Kurta oraz informuje o tym FBI. Luis ostrzega Langa, któremu udaje się powrócić do domu, zanim Woo odkryje, że naruszył areszt domowy. Pym i Hope zostają aresztowani przez FBI, co pozwala Avie zabrać laboratorium.
Lang pomaga Pymowi i Hope uciec z aresztu i odnaleźć laboratorium. Lang i Hope odwracają uwagę Avy, a Pym wchodzi do wymiaru kwantowego, aby sprowadzić Janet. W międzyczasie Lang i Hope zostają zaatakowani przez Burcha i jego ludzi, a Ava zyskuje kontrolę nad laboratorium i zaczyna siłą przejmować energię Janet. Luis, Dave i Kurt obezwładniają Burcha i jego ludzi, aby Lang i Hope mogli powstrzymać Avę. Pym i Janet bezpiecznie wracają z wymiaru kwantowego, a Janet dobrowolnie oddaje część swojej energii Avie, aby tymczasowo ją ustabilizować.
Lang ponownie wraca do domu, na czas, by Woo był w stanie zwolnić go z zakończonego aresztu domowego. Ava i Foster ukrywają się. W scenie pomiędzy napisami Pym, Lang, Hope i Janet planują zebrać energię kwantową, aby pomóc Avie zachować stabilność. Podczas gdy Lang znajduje się w wymiarze kwantowym, Pym, Hope i Lang zamieniają się w pył.

## Obsada
| Polski dubbing |
| • Piotr Adamczyk jako Scott Lang / Ant-Man • Aneta Todorczuk-Perchuć jako Hope Van Dyne / Osa • Antoni Pawlicki jako Luis • Adam Woronowicz jako Sonny Burch • Przemysław Sadowski jako James Paxton • Anna Gajewska jako Maggie Paxton • Wojciech Żołądkowicz jako Dave • Karol Wróblewski jako Kurt • Ewa Prus jako Ava Starr / Duch • Antonina Żbikowska jako Cassie Lang • Grzegorz Małecki jako Jimmy Woo • Grzegorz Pawlak jako Bill Foster • Magdalena Wójcik jako Janet Van Dyne / Osa • Olgierd Łukaszewicz jako Hank Pym |

- Paul Rudd jako Scott Lang / Ant-Man, były inżynier w VistaCorp i kryminalista, który po wyjściu z więzienia staje się posiadaczem kombinezonu, który pozwala mu się zmniejszyć do rozmiarów owada. Jest byłym mężem Maggie, z którą ma córkę Cassie[6].
- Evangeline Lilly jako Hope Van Dyne / Osa, córka Hanka Pyma i Janet Van Dyne[6]. Madeleine McGraw zagrała Hope jako dziecko[7] .
- Michael Peña jako Luis, drobny kryminalista, kolega Langa z celi i członek jego ekipy[8].
- Walton Goggins jako Sonny Burch, gangster, który zajmuje się sprzedażą techniki na czarnym rynku[9][10].
- Bobby Cannavale jako James Paxton, detektyw policji San Francisco i mąż Maggie[3].
- Judy Greer jako Maggie Paxton, była żona Langa, matka Cassie i obecna żona Paxtona[11].
- Tip „T.I.” Harris jako Dave, członek ekipy Langa, kierowca[12].
- David Dastmalchian jako Kurt, członek ekipy Langa, haker komputerowy pochodzący ze wschodniej Europy[13].
- Hannah John-Kamen jako Ava Starr / Duch, przeciwniczka Pyma i Hope Van Dyne, dysponująca kombinezonem umożliwiającym jej przenikanie przez ściany i inne obiekty materialne[14][10]. RaeLynn Bratten zagrała Avę jako dziecko[7] .
- Abby Ryder Fortson jako Cassie Lang, córka Scotta Langa i Maggie[3].
- Randall Park jako Jimmy Woo, agent FBI, który został przydzielony do monitorowania Langa[15].
- Laurence Fishburne jako Bill Foster, kolega Hanka Pyma i Janet Van Dyne z dawnych lat, który pomaga Pymowi w odnalezieniu Janet[10]. Langston Fishburne zagrał młodszego Fostera[7] .
- Michelle Pfeiffer jako Janet Van Dyne / Osa, żona Hanka Pyma i matka Hope[10]. Hayley Lovitt zagrała młodszą Van Dyne[7] .
- Michael Douglas jako Hank Pym, były agent T.A.R.C.Z.Y., entomolog i fizyk, który został Ant-Manem w 1963 roku po odkryciu cząstek elementarnych, które pozwoliły na zmniejszanie się. Został mentorem Langa, który przejął jego rolę Ant-Mana[16]. Dax Griffin zagrał młodszego Pyma[7] .

W filmie wystąpili również: Michael Cerveris oraz Riann Steele jako Elihas i Catherine Starr, rodzice Avy. Divian Ladwa jako Uzman, Goran Kostić jako Anitolov i Rob Archer jako Knox, najemnicy pracujący dla Burcha; Sean Kleier jako Stoltz, skorumpowany agent FBI; Tim Heidecker jako Daniel Gooobler, kapitan łodzi oraz Brian Huskey jako nauczyciel w szkole Cassie .
W roli cameo pojawił się twórca komiksów Marvela, Stan Lee, jako mężczyzna, którego samochód został przypadkowo zmniejszony.

## Produkcja

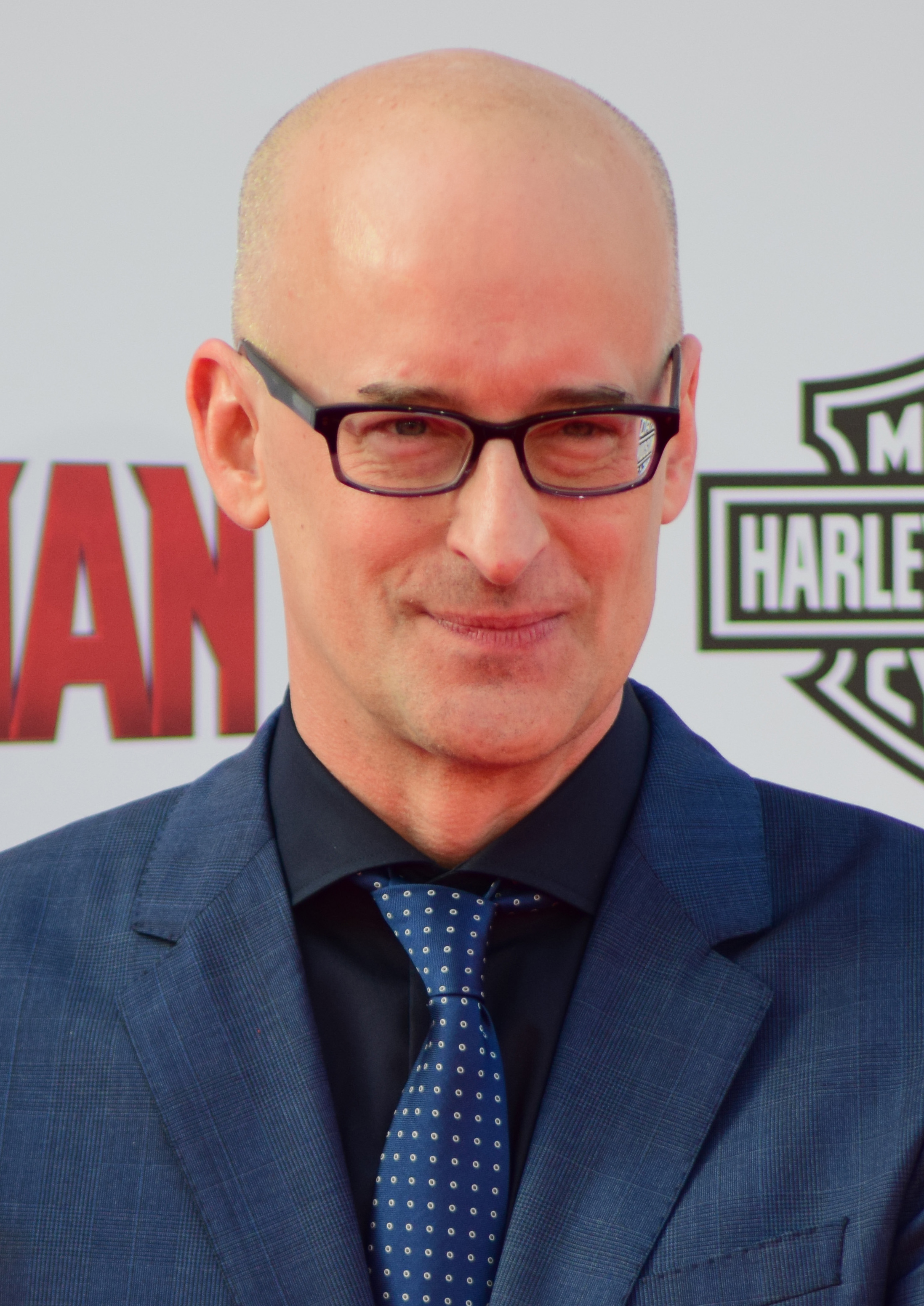
Peyton Reed, reżyser filmu

### Rozwój projektu
W czerwcu 2015 roku Peyton Reed ogłosił, że jest zainteresowany pracą zarówno przy kontynuacji, jak i przy prequelu filmu Ant-Man, który koncentrowałby się na postaci Hanka Pyma i jego początków jako pierwszego Ant-Mana. W październiku studio oficjalnie zapowiedziało film zatytułowany Ant-Man and the Wasp i wyznaczyło datę amerykańskiej premiery na 6 lipca 2018 roku. W listopadzie potwierdzono, że Reed powróci na stanowisku reżysera. W grudniu poinformowano, że prace nad scenariuszem rozpoczną się na początku następnego roku i pracować nad nim będą Andrew Barrer, Gabriel Ferrari i Paul Rudd.
W lutym 2016 roku Adam McKay poinformował, że również będzie zaangażowany w prace nad scenariuszem. Przedprodukcja rozpoczęła się w październiku. W tym samym miesiącu Evangeline Lilly poinformowała, że scenariusz filmu jest gotowy i czeka na akceptację ze strony studia. W lipcu 2017 roku ujawniono, że nad scenariuszem pracowali Chris McKenna i Erik Sommers razem z Barrerem, Ferrarim i Ruddem.

### Casting
W listopadzie 2015 roku potwierdzono, że swoje role powtórzą Paul Rudd jako Scott Lang / Ant-Man i Evangeline Lilly jako Hope Van Dyne / Osa, a Michael Douglas poinformował, że negocjuje powrót do roli Hanka Pyma. W grudniu został potwierdzony jego udział w filmie. W marcu 2016 roku Michael Peña poinformował, że ponownie zagra Luisa.
W kwietniu 2017 roku David Dastmalchian poinformował, że powróci w roli Kurta, a miesiąc później Tip „T.I.” Harris, że ponownie zagra Dave’a. W czerwcu do obsady dołączyła Hannah John-Kamen jako Duch, a w lipcu Randall Park jako Jimmy Woo, Walton Goggins jako Sonny Burch, Michelle Pfeiffer jako Janet Van Dyne i Laurence Fishburne jako Bill Foster. W tym samym miesiącu poinformowano, że Judy Greer powtórzy rolę Maggie Lang, a na początku sierpnia, że powrócą również Abby Ryder Fortson jako Cassie Lang i Bobby Cannavale jako James Paxton.

### Zdjęcia i postprodukcja
Zdjęcia do filmu rozpoczęły się 1 sierpnia 2017 roku w Pinewood Studios w Atlancie pod roboczym tytułem Cherry Blue. Zdjęcia zrealizowano również w samej Atlancie: w Atlanta International School, dzielnicach Midtown i Buckhead oraz w jej okolicach: Samuel M. Inman Middle School w Virginia–Highland, na Emory University oraz na Atlanta Motor Speedway w Hampton. We wrześniu film kręcono w San Francisco, a pod koniec października w Savannah. Zdjęcia do filmu zakończono 20 listopada na Hawajach. Odpowiadał za nie Dante Spinotti. Scenografią zajął się Shepherd Frankel, a kostiumy zaprojektowała Louise Frogley.
Za montaż filmu odpowiadali Dan Lebental i Craig Wood. Efekty specjalne przygotowały studia: DNEG, Scanline VFX, Method Studios, Luma Pictures, Lola VFX, Industrial Light & Magic, Cinesite, Rise FX, Rodeo FX, Crafty Apes, Perception, Digital Domain i The Third Floor, a odpowiadali za nie Stephane Ceretti i Dan Sudick.
DNEG pracowało nad postacią Ducha, ale również nad finałową sceną pościgu, walką z Duchem orz powrotem Pyma i Janet z wymiaru kwantowego. Luma przygotowała scenę, w której Lang i Hope dostali się do kryjówki Ducha. Method Studios zajęło się sekwencjami w wymiarze kwantowym. Studio zajęło się sceną, w której Lang został zmniejszony do rozmiaru dziecka oraz cyfrowe modele Ant-Mana i Osy. Lola VFX pracowała nad efektami odmładzania Michelle Pfeiffer, Laurence’a Fishburne’a i Michaela Douglasa. Syn Fishburne’a, Langston oraz Hayley Lovitt i Dax Griffin posłużyli jako modele do stworzenia efektów przy odmłodzeniu tych aktorów .

## Muzyka
W czerwcu 2017 roku poinformowano, że muzykę do filmu skomponuje Christophe Beck. Album z muzyką Becka, Ant-Man and the Wasp Original Motion Picture Soundtrack został wydany cyfrowo 6 lipca 2018 roku przez Hollywood Records.
W filmie wykorzystano również utwory: „Come on Get Happy” z serialu The Partridge Family oraz „Spooky” (Dusty Springfield) i „Everyday is Like Sunday” (Morrissey).
| Ant-Man and the Wasp Original Motion Picture Soundtrack – 2018 | Ant-Man and the Wasp Original Motion Picture Soundtrack – 2018 | Ant-Man and the Wasp Original Motion Picture Soundtrack – 2018 | Ant-Man and the Wasp Original Motion Picture Soundtrack – 2018 |
| Nr                                                             | Tytuł utworu                                                   | Autor                                                          | Długość                                                        |
| -------------------------------------------------------------- | -------------------------------------------------------------- | -------------------------------------------------------------- | -------------------------------------------------------------- |
| 1.                                                             | „It Ain’t Over Till the Wasp Lady Stings”                      | C. Beck                                                        | 2:34                                                           |
| 2.                                                             | „Prologue”                                                     | C. Beck                                                        | 3:42                                                           |
| 3.                                                             | „Ghost in the Machine”                                         | C. Beck                                                        | 1:15                                                           |
| 4.                                                             | „World’s Greatest Grandma”                                     | C. Beck                                                        | 1:34                                                           |
| 5.                                                             | „A Little Nudge”                                               | C. Beck                                                        | 3:49                                                           |
| 6.                                                             | „Feds”                                                         | C. Beck                                                        | 2:47                                                           |
| 7.                                                             | „Ava’s Story”                                                  | C. Beck                                                        | 4:36                                                           |
| 8.                                                             | „Wings & Blasters”                                             | C. Beck                                                        | 1:55                                                           |
| 9.                                                             | „Utmost Ghost”                                                 | C. Beck                                                        | 2:28                                                           |
| 10.                                                            | „Tracker Swarm”                                                | C. Beck                                                        | 1:27                                                           |
| 11.                                                            | „Cautious as a Hurricane”                                      | C. Beck                                                        | 2:47                                                           |
| 12.                                                            | „Misdirection”                                                 | C. Beck                                                        | 2:38                                                           |
| 13.                                                            | „Quantum Leap”                                                 | C. Beck                                                        | 2:53                                                           |
| 14.                                                            | „I Shrink, Therefore I Am”                                     | C. Beck                                                        | 1:57                                                           |
| 15.                                                            | „Partners”                                                     | C. Beck                                                        | 1:52                                                           |
| 16.                                                            | „Windshield Wipeout”                                           | C. Beck                                                        | 1:37                                                           |
| 17.                                                            | „Hot Wheels”                                                   | C. Beck                                                        | 1:38                                                           |
| 18.                                                            | „Revivification”                                               | C. Beck                                                        | 2:50                                                           |
| 19.                                                            | „A Flock of Seagulls”                                          | C. Beck                                                        | 1:07                                                           |
| 20.                                                            | „San Francisco Giant”                                          | C. Beck                                                        | 0:45                                                           |
|                                                                |                                                                |                                                                | 46:11                                                          |

## Promocja
22 lipca 2017 roku Paul Rudd i Michael Peña wystąpili w krótkim filmie przedstawiającym historię Filmowego Uniwersum Marvela, który został zaprezentowany publiczności podczas panelu Marvel Studios na San Diego Comic-Conie. Posłużył on jako wstęp oraz okazję do ogłoszenia, że do obsady filmu dołączyła Michelle Pfeiffer. Szef studia, Kevin Feige, zaprezentował również szkice koncepcyjne filmu. Pierwszy zwiastun został zaprezentowany 30 stycznia 2018 roku podczas Good Morning America, a drugi pokazano 1 maja tego samego roku. W czerwcu Feige zaprezentował kilka scen z filmu podczas konwentu CineEurope.
31 marca 2019 roku w Hong Kong Disneyland otwarto inspirowaną filmem atrakcję Ant-Man and The Wasp: Nano Battle!, w której głosów użyczają Rudd i Evangeline Lilly.
Partnerami promocyjnymi byli: Hyundai, Dell, Synchrony Financial i Sprint. Koszty kampanii marketingowej zostały oszacowane na 154 miliony dolarów.

## Wydanie

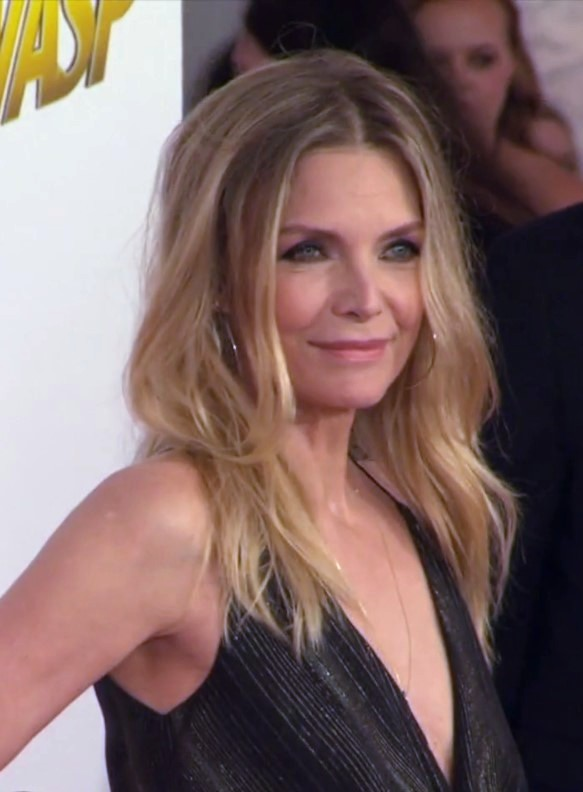
Michelle Pfeiffer podczas premiery w Los Angeles

Światowa premiera filmu Ant-Man i Osa miała miejsce 25 czerwca 2018 roku w Los Angeles. W wydarzeniu tym uczestniczyła obsada, twórcy filmu oraz zaproszeni goście. Premierze towarzyszył czerwony dywan oraz szereg konferencji prasowych.
Dla szerszej publiczności film zadebiutował 4 lipca między innymi w Danii, Norwegii, Hiszpanii i Korei Południowej. Dzień później był wyświetlany między innymi w Australii, Nowej Zelandii, Brazylii, Argentynie, Meksyku i Rosji. W Stanach Zjednoczonych i Kanadzie film pojawił się 6 lipca. W wielu krajach premiera filmu została opóźniona ze względu na Mistrzostwa Świata w Piłce Nożnej. W Indiach zadebiutował 13 lipca, we Francji, Belgii, Holandii i Szwajcarii pojawił się 18 lipca, w Niemczech dostępny był od 26 lipca, w Wielkiej Brytanii premiera odbyła się 2 sierpnia, w Polsce 3 sierpnia, we Włoszech pojawił się 14 sierpnia, a w Japonii 31 sierpnia. W Chinach premierę miał 24 sierpnia.

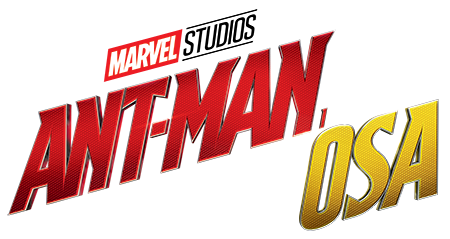
Logo z polskim tytułem filmu

Film został wydany cyfrowo w Stanach Zjednoczonych 2 października 2018 roku przez Walt Disney Studios Home Entertainment, a 16 października tego samego roku na nośnikach DVD i Blu-ray. W Polsce został on wydany 5 grudnia tego samego roku przez Galapagos.
11 listopada 2019 roku został wydany również jako część 14-dyskowej wersji kolekcjonerskiej Marvel Cinematic Universe: Phase Three Collection – Part 2, która zawiera 6 filmów kończących Fazę Trzecią, a 15 listopada tego samego roku w specjalnej edycji zawierającej 23 filmy franczyzy tworzące The Infinity Saga.

## Odbiór

### Box office
Ant-Man i Osa, mając budżet wynoszący 162 miliony dolarów, w weekend otwarcia zarobił na świecie ponad 160 milionów dolarów, z czego prawie 76 milionów w Stanach Zjednoczonych i Kanadzie. Jego łączny przychód z biletów na świecie osiągnął prawie 623 milionów dolarów, z czego w Stanach Zjednoczonych i Kanadzie prawie 217 milionów. Do największych rynków należały poza tym: Chiny (21,2 miliona), Korea Południowa (42,4 miliona), Wielka Brytania (22,9 miliona), Meksyk (15 milionów), Francja (14,7 miliona), Australia (14,7 miliona), Brazylia (13 milionów), Rosja (13 milionów) i Japonia (11,6 miliona). W Polsce w weekend otwarcia film zarobił ponad 525 tysięcy dolarów, a w sumie ponad 2,4 miliona.

### Krytyka w mediach
Film spotkał się z pozytywną reakcją krytyków. W serwisie Rotten Tomatoes 87% z 431 recenzji uznano za pozytywne, a średnia ocen wystawionych na ich podstawie wyniosła 7/10. Na portalu Metacritic średnia ważona ocen z 56 recenzji wyniosła 70 punkty na 100. Natomiast według serwisu CinemaScore, zajmującego się mierzeniem atrakcyjności filmów w Stanach Zjednoczonych, publiczność przyznała mu ocenę A- w skali od F do A+.
Peter Travers z „Rolling Stone” stwierdził, że film „zachowuje skromność oryginału, ale z nowym zwrotem akcji”. Richard Roeper z „Chicago Sun-Times” napisał: „nawet gdy sprawy stają się bardzo banalne, Ant-Man i Osa wciąż wesoło się brzęczy”. Owen Gleiberman z „Variety” stwierdził: „Część zabawy z Ant-Man i Osa polega na tym, że nie musisz udawać, że w grę wchodzi coś kosmicznego”. Ann Hornaday z „The Washington Post” napisała „Ant-Man i Osa spełnia swoje zadanie z charakterystycznym słonecznym usposobieniem i okazjonalnym talentem, umieszczając różnych bohaterów, złoczyńców i ich pomocników w przyszłych częściach i porusza behemot Marvela do przodu”. Dan Jolin z „Empire Magazine” stwierdził: „Pomimo wszechstronnej i dobrze zamontowanej rozrywki, w Ant-Man i Osa niezaprzeczalnie brakuje skali i ambicji ostatnich produkcji Marvela”.
Łukasz Muszyński z portalu Filmweb napisał: „Koniec końców film Reeda przypomina, że w hollywoodzkich widowiskach nie liczy się skala spektaklu, lecz kreatywność i tzw. czynnik ludzki: aktorska chemia, talent komediowy, charyzma. Mała rzecz, a cieszy”. Krzysztof Pielaszek z IGN Polska stwierdził: „Szkoda tylko, że scenariusz nie został lepiej napisany... To jednak to świetne aktorstwo, ta chemia między postaciami sprzedaje widzowi najważniejszy motyw filmu – relację ojców z córkami”. Dawid Muszyński z NaEkranie.pl napisał: „Największym problemem Ant-Mana i Osy jest słaby scenariusz, a dokładniej brak porządnego czarnego charakteru”. Sergiusz Kurczuk z Antyradia stwierdził: „Ant-Man i Osa nie jest filmem wybitnym, ale nie można nazwać go produkcją złą. Po prostu niewiele wnosi do historii całego uniwersum i jest raczej zachowawczym następcą pierwszej części. Dla fanów MCU mimo wszystko pozycja obowiązkowa”.

### Nominacje
| Rok  | Ceremonia                               | Kategoria                                                      | Nominowani                                                            | Rezultat  | Przypis |
| ---- | --------------------------------------- | -------------------------------------------------------------- | --------------------------------------------------------------------- | --------- | ------- |
| 2018 | Hollywood Post Alliance Awards          | Najlepszy dźwięk w filmie                                      | Addison Teague, Katy Wood, Tom Johnson, Juan Peralta, Skywalker Sound | Nominacja | [ 75 ]  |
| 2018 | Hollywood Music in Media Awards         | Najlepsza ścieżka dźwiękowa w filmie Sci-Fi / Fantasy / Horror | Christophe Beck                                                       | Nominacja | [ 76 ]  |
| 2018 | St. Louis Film Critics Association      | Najlepszy film akcji                                           | Ant-Man i Osa                                                         | Nominacja | [ 77 ]  |
| 2019 | North Carolina Film Critics Association | Nagroda Tar Heel                                               | Peyton Reed                                                           | Nominacja | [ 78 ]  |
| 2019 | Phoenix Critics Circle Awards           | Najlepszy film na podstawie komiksu lub powieści graficznej    | Ant-Man i Osa                                                         | Nominacja | [ 79 ]  |
| 2019 | Amerykańska Gildia Aktorów Filmowych    | Najlepszy zespół kaskaderski w filmie                          | Ant-Man i Osa                                                         | Nominacja | [ 80 ]  |
| 2019 | Circuit Community Awards                | Najlepszy zespół kaskaderski w filmie                          | Ant-Man i Osa                                                         | Nominacja | [ 81 ]  |
| 2019 | Golden Schmoes Awards                   | Najlepsza komedia                                              | Ant-Man i Osa                                                         | Nominacja | [ 82 ]  |
| 2019 | VES Awards                              | Najlepiej wykreowane środowisko w filmie aktorskim             | Florian Witzel, Harsh Mistry, Yuri Serizawa, Can Yuksel               | Nominacja | [ 83 ]  |

## Kontynuacja
Paul Rudd, Evangeline Lilly, Michelle Pfeiffer, Michael Douglas i Emma Fuhrmann jako nastoletnia Cassie Lang wystąpili w Avengers: Koniec gry w 2019 roku.
W lipcu 2018 roku Peyton Reed poinformował, że przedyskutował z Marvel Studios możliwość wyprodukowania kontynuacji filmu Ant-Man i Osa. W listopadzie 2019 roku potwierdzono, że powróci on na stanowisku reżysera kolejnej części. W kwietniu 2020 roku poinformowano, że scenariusz napisze Jeff Loveness. W grudniu ujawniono, że zapowiadany film został zatytułowany Ant-Man i Osa: Kwantomania. W głównych rolach powrócili: Rudd, Lilly, Pfeiffer, Douglas i Michael Peña, a dołączyli do nich Kathryn Newton, która zastąpiła Fuhrmann w roli Cassie oraz Jonathan Majors, jako Kang Zdobywca. Premiera filmu miała miejsce w 2023 roku.